# Athienville
Athienville település Franciaországban, Meurthe-et-Moselle megyében. Lakosainak száma 167 fő (2022. január 1.). Athienville Arracourt, Bathelémont, Bezange-la-Grande, Hoéville, Serres és Valhey községekkel határos.

## Népesség
A település népességének változása:
| Lakosok száma | 185  | 177  | 182  | 164  | 178  | 180  | 176  | 177  | 176  | 167  |
|               | 1968 | 1982 | 1990 | 2006 | 2013 | 2015 | 2017 | 2019 | 2020 | 2022 |